# شون ناکاهارا
شون ناکاهارا (به ژاپنی: 中原俊، Shun Nakahara) (زادهٔ ۲۵ مهٔ ۱۹۵۱) کارگردان زاده کاگوشیما ژاپن است.
«ساکورا نو سونو» آخرین ساخته این کارگردان بوده که در سال ۲۰۰۸ آن را تولید کرده است.